# Копичинська міська рада
Копичинецька міська́ ра́да — орган місцевого самоврядування Копичинецької міської громади в Чортківському районі Тернопільської області. Адміністративний центр — м. Копичинці.

## Загальні відомості
- Територія ради: 170,7 км²
- Населення ради: 13 320 осіб (2021)
- Територією ради протікає річка Нічлавка.

## Історія
Копичинська міська рада утворена в 1939 році.
До 2018 року — адміністративно-територіальна одиниця у Гусятинському районі Тернопільської области з територією 35,4 км² та населенням 6 867 осіб (станом на 1 січня 2012).
З 30 липня 2018 р. центр Копичинецької міської громади.
До 19 липня 2020 р. належала до Гусятинського району.

## Населені пункти
Міській раді підпорядковані населені пункти:
- м. Копичинці
- с. Вигода
- с. Гадинківці
- с. Ємелівка
- с. Котівка
- с. Майдан
- с. Оришківці
- с. Рудки
- с. Сухостав
- с. Теклівка
- с. Тудорів
- с. Яблунів

## Склад ради

### Керівний склад попередніх скликань
| Прізвище, ім'я, по батькові | Основні відомості                                                                                | Дата обрання | Дата звільнення |
| --------------------------- | ------------------------------------------------------------------------------------------------ | ------------ | --------------- |
| Пеляк Володимир Степанович  | Міський голова, 1973 року народження, член Всеукраїнського об'єднання «Батьківщина»              | 26.03.2006   | 31.10.2010      |
| Пеляк Володимир Стефанович  | Міський голова, 1973 року народження, освіта вища, член Всеукраїнського об'єднання «Батьківщина» | 31.10.2010   |                 |

Примітка: таблиця складена за даними сайту Верховної Ради України

### Депутати
За результатами місцевих виборів 2010 року депутатами ради стали:

#### За суб'єктами висування
| Суб'єкт висування                                       | Кількість обраних депутатів | %    |
| ------------------------------------------------------- | --------------------------- | ---- |
| Українська Народна Партія                               | 10                          | 33,3 |
| Політична партія Всеукраїнське об'єднання «Батьківщина» | 9                           | 30   |
| Політична партія Всеукраїнське об'єднання «Свобода»     | 4                           | 13,3 |
| Політична партія «Наша Україна»                         | 3                           | 10   |
| Партія Християнсько-Демократичний Союз                  | 2                           | 6,7  |
| Партія «Демократичний Союз»                             | 1                           | 3,3  |
| Партія регіонів                                         | 1                           | 3,3  |

#### За округами
| № округу                                                | Прізвище, ім'я, по батькові      | Дата визнання обраним | Освіта             | Партійна приналежність                        | Відомості про обраного депутата                               |
| ------------------------------------------------------- | -------------------------------- | --------------------- | ------------------ | --------------------------------------------- | ------------------------------------------------------------- |
| Партія "Демократичний Союз"                             |                                  |                       |                    |                                               |                                                               |
| 15                                                      | Тимчишин Марія Іванівна          | 04.11.2010            | вища               | член Партії "Демократичний Союз"              | приватний підприємець                                         |
| Партія регіонів                                         |                                  |                       |                    |                                               |                                                               |
| б/м                                                     | Білик Ольга Іванівна             | 04.11.2010            | вища               | позапартійна                                  | НВК "Загальноосвітня школа І-ІІІ ст. №1 - гімназія", директор |
| Партія Християнсько-Демократичний Союз                  |                                  |                       |                    |                                               |                                                               |
| б/м                                                     | Лотовський Олександр Васильович  | 04.11.2010            | вища               | член Партії Християнсько-Демократичний Союз   | приватний підприємець                                         |
| б/м                                                     | Тригуба Анатолій Романович       | 04.11.2010            | вища               | позапартійний                                 | Копичинецька міська рада, секретар                            |
| Політична партія Всеукраїнське об’єднання "Батьківщина" |                                  |                       |                    |                                               |                                                               |
| б/м                                                     | Пеляк Оксана Стефанівна          | 04.11.2010            | вища               | член Всеукраїнського об’єднання "Батьківщина" | Копичинецька загальноосвітня школа І-ІІІ ст. №2, вчитель      |
| б/м                                                     | Шпуляк Олександр Володимирович   | 04.11.2010            | вища               | член Всеукраїнського об’єднання "Батьківщина" | Копичинецький центр культури і дозвілля, директор             |
| б/м                                                     | Гусак Богдан Мирославович        | 04.11.2010            | вища               | член Всеукраїнського об’єднання "Батьківщина" | тимчасово не працює                                           |
| б/м                                                     | Сова Любомир Володимирович       | 04.11.2010            | вища               | позапартійний                                 | тимчасово не працює                                           |
| б/м                                                     | Герасимович Сергій Орестович     | 04.11.2010            | вища               | член Всеукраїнського об’єднання "Батьківщина" | приватний підприємець                                         |
| 1                                                       | Фецак Ірина Ігорівна             | 04.11.2010            | вища               | член Всеукраїнського об’єднання "Батьківщина" | Копичинецька міська рада, інспектор                           |
| 3                                                       | Кащак Євгеній Михайлович         | 04.11.2010            | вища               | член Всеукраїнського об’єднання "Батьківщина" | тимчасово не працює                                           |
| 9                                                       | Марак Володимир Зіновійович      | 04.11.2010            | вища               | позапартійний                                 | пенсіонер                                                     |
| 10                                                      | Червоновський Михайло Михайлович | 04.11.2010            | вища               | позапартійний                                 | ДЕПОТернопіль, черговий                                       |
| Політична партія Всеукраїнське об’єднання "Свобода"     |                                  |                       |                    |                                               |                                                               |
| б/м                                                     | Елиїв Тарас Андрійович           | 04.11.2010            | вища               | член Всеукраїнського об’єднання "Свобода"     | тимчасово не працює                                           |
| б/м                                                     | Новоставський Богдан Ярославович | 04.11.2010            | вища               | позапартійний                                 | ПП"Екомунсервіс", директор                                    |
| б/м                                                     | Демчук Тарас Ігорович            | 04.11.2010            | вища               | член Всеукраїнського об’єднання "Свобода"     | тимчасово не працює                                           |
| 8                                                       | Нарадка Зіновій Романович        | 04.11.2010            | вища               | член Всеукраїнського об’єднання "Свобода"     | приватний підприємець                                         |
| Політична партія "Наша Україна"                         |                                  |                       |                    |                                               |                                                               |
| б/м                                                     | Виклюк Василь Михайлович         | 04.11.2010            | вища               | позапартійний                                 | приватний підприємець                                         |
| б/м                                                     | Винницький Юрій Йосипович        | 04.11.2010            | вища               | член Політичної партії "Наша Україна"         | пенсіонер                                                     |
| 5                                                       | Хабінець Іван Володимирович      | 04.11.2010            | вища               | член Політичної партії "Наша Україна"         | тимчасово не працює                                           |
| Українська Народна Партія                               |                                  |                       |                    |                                               |                                                               |
| б/м                                                     | Туліглович Марія Павлівна        | 04.11.2010            | вища               | позапартійна                                  | Копичинецька Рай лікарня №2, лікар                            |
| б/м                                                     | Повражик Володимир Васильович    | 04.11.2010            | середня спеціальна | член Української Народної Партії              | приватний підприємець                                         |
| 2                                                       | Іванків Ірина Любомирівна        | 04.11.2010            | вища               | член Української Народної Партії              | приватний підприємець                                         |
| 4                                                       | Шустик Василь Зіновійович        | 04.11.2010            | середня            | член Української Народної Партії              | тимчасово не працює                                           |
| 6                                                       | Марак Зіновій Євстахович         | 04.11.2010            | вища               | член Української Народної Партії              | тимчасово не працює                                           |
| 7                                                       | Підвисоцький Богдан Ілліч        | 04.11.2010            | вища               | член Української Народної Партії              | пенсіонер                                                     |
| 11                                                      | Галонський Ігор Мирославович     | 04.11.2010            | вища               | член Української Народної Партії              | Музична школа, директор                                       |
| 12                                                      | Шпікула Ігор Миколайович         | 04.11.2010            | вища               | позапартійний                                 | приватний підприємець                                         |
| 13                                                      | Савка Руслана Мирославівна       | 04.11.2010            | вища               | позапартійна                                  | Копичинецький музей, директор                                 |
| 14                                                      | Рак Андрій Іванович              | 04.11.2010            | вища               | позапартійний                                 | пенсіонер                                                     |